# Férmion de Weyl
Férmion de Weyl  é uma partícula quiral sem massa teorizada em 1929 pelo físico Hermann Weyl. Essa partícula se comporta como matéria e como antimatéria no interior de um cristal. 
A quasipartícula, férmion de Weyl do tipo II, quebra uma regra chamada simetria de Lorentz.

## História
Em 1928, o físico Paul Dirac elaborou uma equação fundamental para a física de partículas e a mecânica quântica, agora conhecida como equação de Dirac, que descreve as partículas-ondas relativísticas - elétrons muito rápidos logo se mostraram uma solução concreta para a equação de Dirac.  Mas a equação previa a possibilidade da existência da antimatéria dos elétrons, os pósitrons, partículas com a mesma massa que os elétrons, mas com carga oposta. Em conformidade com a previsão da equação de Dirac, os pósitrons foram descobertos, em 1932, por Carl Anderson.
Em 1929, Hermann Weyl encontrou outra solução para a equação de Dirac, que implicava a existência de uma partícula sem massa, os "pontos de Weyl". Um ano depois, Wolfgang Pauli postulou a existência do neutrino e por décadas se considerou que o neutrino era a solução da equação de Dirac encontrada por Weyl.
Em 1957, pelos físicos Frederick Reines e Clyde Cowan indicaram que neutrinos poderiam ter massa e, em 1998, o observatório Super-K demonstrou que os neutrinos têm massa diferente de zero. Essa descoberta reabriu as perguntas sobre: Qual seria então a solução de massa zero encontrada por Weyl?
A resposta acaba de ser encontrada simultaneamente por duas equipes internacionais, coordenadas por físicos das universidades de universidade de Princeton e MIT.